# Adair Turner
Jonathan Adair Turner, barón Turner de Ecchinswell (Ipswich, 5 de octubre de 1955) es un empresario y académico británico. Fue presidente de la Autoridad de Servicios Financieros (en inglés, Financial Services Authority) hasta su desaparición, en marzo de 2013. Ha presidido la Comisión de Pensiones y el Comité de Cambio Climático, organismos del gobierno británico. Asimismo, ha sido director general de la Confederación de la Industria Británica.

## Biografía
Adair Turner nació en Ipswich en 1955, aunque creció en Crawley y East Kilbride. Asistió primero a la Escuela de Hutchesons en Glasgow y luego se trasladó a Argyll. Estudió en Glenalmond College y Gonville y Caius College, Cambridge, donde se graduó en Historia y Economía. Durante esta etapa fue presidente de la Cambridge Union Society. También fue presidente de la Asociación Conservadora de la Universidad. Se unió al Partido Social Demócrata (SDP) en 1981. En 1985 se casó con Orna Ní Chionna.

## Trayectoria
Turner fue profesor de la London School of Economics. Desde 1979 trabajó para British Petroleum (BP) y más tarde para Chase Manhattan Bank, entre 1979 y 1982. En 1994 fue nombrado director de McKinsey & Co. Turner fue director general de la Confederación de la Industria Británica (CBI) en 1995. Desde 2000 a 2006, fue vicepresidente de Merrill Lynch Europe.
En 2002, presidió una investigación del gobierno del Reino Unido sobre pensiones. En 2007, sucedió a Frances Cairncross como presidente del Consejo de Investigación Económica y Social y a la baronesa Jay como presidente del Consejo del Overseas Development Institute. En 2008, se publicó su libro Construyendo una economía baja en carbono (escrito en colaboración con David Kennedy), y el mismo año Turner fue nombrado primer presidente del recién creado Comité de Cambio Climático del Gobierno Británico. Dimitió de este cargo en la primavera de 2012.
El 29 de mayo de 2008, se anunció que presidiría la Autoridad de Servicios Financieros (Financial Services Authority), cargo que asumió el 20 de septiembre de 2008 por un período de cinco años, en sustitución de Callum McCarthy.

## Financial Services Authority (FSA)
El 15 de febrero de 2009, en un programa de la BBC dirigido por Andrew Marr, Turner defendió sus decisiones al frente del regulador británico, aduciendo que otros organismos reguladores en el mundo tampoco pudieron predecir el colapso económico de 2008. Durante su mandato, fue nombrado vicepresidente de la FSA James Crosby, anteriormente responsable del banco HBOS, banco implicado en prácticas de riesgo.
En agosto de 2009, en una entrevista para la revista Prospect, apoyó la idea de nuevos impuestos globales sobre las transacciones financieras (la llamada "tasa Tobin"), advirtiendo que un sector financiero "hinchado", que pagaba salarios excesivos, había crecido en exceso.

## Institute for New Economic Thinking
En abril de 2013, Turner anunció que se uniría al think tank económico de George Soros como investigador senior en sus oficinas en Londres. A partir de esa experiencia, escribió su libro "Entre la deuda y el diablo: dinero, crédito y fijación de las finanzas globales.

## Reconocimientos
En 2015 fue coautor del informe titulado Global Apollo Programme, que pide a los países desarrollados que se comprometan a gastar el 0,02% de su PIB durante 10 años para financiar la investigación coordinada para hacer que la electricidad de base sin carbono sea menos costosa que la electricidad del carbón en el año 2025.
El 7 de septiembre de 2005 se le concedió el título de Barón Turner de Ecchinswell, en reconocimiento a sus servicios a la nación. Ecchinswell es una localidad del condado de Hampshire. En la Cámara de los Lores se sienta en el Grupo mixto. 
En 2016 fue elegido miembro de la Royal Society.

## Publicaciones
- 2001 : Just Capital-The Liberal Economy.
- 2008 : Building a Low-carbon Economy.
- 2012 : Economics After the Crisis.
- 2016 : Between Debt and the Devil: Money, Credit, and Fixing Global Finance. Londres, Princeton University Press.